# Siphonorhis
A Siphonorhis a madarak (Aves) osztályának a lappantyúalakúak (Caprimulgiformes) rendjébe, ezen belül a lappantyúfélék (Caprimulgidae) családjába tartozó nem.

## Rendszerezésük
A nemet Philip Lutley Sclater írta le 1861-ben, az alábbi 2 fajok tartozik ide:
- jamaicai estifecske (Siphonorhis americana)
- haiti estifecske (Siphonorhis brewsteri)